# Rombach-Schaltung

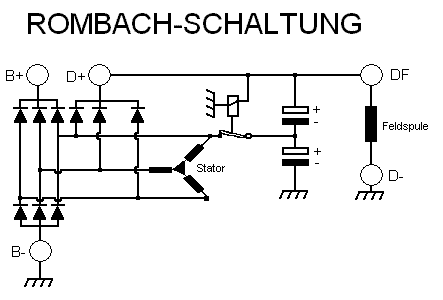
Rombach-Schaltung

Die Rombach-Schaltung ist eine elektrische Schaltung zum Betrieb von Drehstromgeneratoren, die bei niedrigen Drehzahlen durch Spannungsverdopplung für einen höheren Strom durch die Erregerspule Feldspule Erregerwicklung sorgt. Sie ist nach ihrem Erfinder Peter Rombach benannt.
Durch die Schaltung lässt sich vermeiden, dass auch bei Stillstand stets ein Erregerstrom durch die Feldspule (Erregerwicklung) fließt, etwa wenn eine Lichtmaschine zur Stromerzeugung in einem Windgenerator dauerhaft in Bereitschaft gehalten wird.

## Anwendung und Funktionsweise
Die Rombach-Schaltung wurde unter anderem bei Lichtmaschinen verwendet.
Solange das Relais geschlossen ist, wirkt die Schaltung im Prinzip wie ein Gegentakt-Spannungsverdoppler. Wenn bei höheren Drehzahlen die von der Lichtmaschine gelieferte Spannung hoch genug ist, wird der Spannungsverdoppler durch das Öffnen des Relais abgeschaltet.